# Franz Reindl (Offizier)
Franz Reindl (* um 1787 in Prag; † 19. August 1846 in Munkács, Kaisertum Österreich) war ein österreichischer Offizier, der 1832 ein Attentat auf den österreichischen Kronprinzen Ferdinand verübte.

## Leben
Franz Reindl wurde als uneheliches Kind seiner Mutter Maria Reindl und des Hauptmanns Franz Baron Ledebuhr geboren. Seine militärische Karriere begann im Jahr 1806, seine Ernennung zum Oberleutnant erfolgte 1812, jene zum Hauptmann 1822. Er galt als tapferer Soldat, war seit 1820 mit Katharina Kertizza verheiratet, wobei die Ehe jedoch kinderlos blieb.
Mit 1. Oktober 1828 wurde Reindl jedoch wegen seiner Alkoholkrankheit pensioniert. Aufgrund dieser Tatsache wurde ihm die freie Wohnortwahl nicht gestattet, außerdem durfte er Wien nicht betreten. Zusätzlich war er spielsüchtig und hatte hohe Schulden angehäuft. Er bat den Kronprinzen Ferdinand, König von Ungarn und späterer Kaiser von Österreich, ihm mit 900 Gulden auszuhelfen. Ferdinand gewährte aber nur 100 Gulden, was Reindl zu seiner Tat veranlasste. Zum Zeitpunkt des Attentats war Reindl verwitwet und Vater eines unehelichen Sohnes.

## Attentat vom 9. August 1832
Kronprinz Ferdinand weilte in Baden bei Wien. Am Morgen des 9. August spazierte er mit seinem Adjutanten General Graf Rudolf von Salis-Zizers durch die Berggasse in Richtung Helenental, als sich den beiden ein dunkel gekleideter Mann näherte. Reindl eröffnete mit einer Pistole das Feuer auf Ferdinand, doch die Kugel blieb in der Kleidung des Kronprinzen stecken. Dieser verletzte sich zwar, aber es war lediglich eine Prellung. 
Franz Tauscher, ein Gärtnergehilfe, beobachtete das Geschehen und kam Ferdinand zu Hilfe, indem er Reindl zu Boden stieß und einen Suizid des Attentäters mittels einer zweiten Pistole verhinderte. Reindl zielte auf Tauscher mit einer dritten Pistole, die aber eine Hemmung hatte. Auch der Angriff mit einem Stilett scheiterte. Ein weiterer hinzugeeilter Diener half Tauscher – der später zum Türhüter der Kaiserin befördert wurde –, den Attentäter Reindl mit einem Halstuch zu fesseln. Während Ferdinands Adjutant Graf Salis im Straßengraben verharrte und nicht eingeschritten war, gab der unter Schock stehende Kronprinz Anweisungen, wie Franz Reindl zu fesseln und ins Badener Rathaus zu bringen sei.

## Urteil und Haft
Franz Reindl wurde bis 27. August in Untersuchungshaft genommen, wegen des versuchten Attentats am 1. September 1832 vor ein Kriegsgericht gestellt und zum Tode verurteilt, jedoch erwirkte Ferdinand selbst bei seinem Vater, Kaiser Franz I., die Umwandlung in eine lebenslange „Festungshaft in Eisen“. Franz Reindl verstarb nach 15 Jahren Haftzeit in der Festung Munkács (heute Mukatschewo) und wurde am Festungsfriedhof begraben.